# Берёзкин, Вячеслав Павлович
Вячеслав Павлович Берёзкин (8 марта 1931, Великий Двор, Московская область — 2009, Красномайский, Тверская область) — стекловар стеклозавода «Красный Май», Тверская область.

## Биография
Отец погиб на Ленинградском фронте в боях с немецко-фашистскими захватчиками. На попечении матери осталось четверо детей. Вячеслав помогал по дому, работал в колхозе, поступил в Дятьковский индустриальный техникум, где получил специальность техника-технолога.
После службы в армии в 1955 году судьба привела Вячеслава на стекольный завод «Красный май», с которым и были связаны более сорока лет его трудовой биографии. Начинал учеником стекловара. Любознательный, инициативный, быстро освоил сложное дело — в 1956 году ему присвоили квалификацию мастера-стекловара.
В 1960 году В. П. Берёзкину присвоили звание ударника коммунистического труда. В 1962 году изделия из стекла, сваренного Берёзкиным, демонстрировались на Выставке достижений народного хозяйства в Москве. Стекловар был отмечен бронзовой медалью выставки, ценным подарком. Вместе с товарищами увеличил безостановочный срок службы стекловаренной печи до двух лет, сократил отходы стекла, брак, что принесло заводу десятки тысяч рублей экономии.
Кроме производственной, Берёзкин был занят общественной работой. Возглавлял цеховой комитет комсомола, работал в профсоюзном комитете. Профессиональный рост позволил ему уверенно двигаться по ступеням служебной лестницы. Рядовой рабочий стал мастером, затем старшим мастером, а впоследствии и начальником цеха. Член КПСС, почти пять лет занимал должность заместителя секретаря парткома завода «Красный май».
После выхода на заслуженный отдых он много лет избирался заместителем председателя районного совета ветеранов войны, труда, Вооружённых сил и правоохранительных органов, председателем совета ветеранов посёлка Красномайского. Совет под его руководством оказывал большую помощь ветеранам во всех житейских нуждах, много времени и сил отдавал встречам с молодёжью и школьниками, воспитывая в них чувство патриотизма, любовь к своей малой родине. Был удостоен персональной губернаторской пенсии.
Жил Вячеслав Павлович в посёлке Красномайский Вышневолоцкого района. Умер в декабре 2009 года, в канун нового 2010 года.

## Награды и звания
- Указом Верховного Совета СССР от 28 июля 1966 года В. П. Берёзкину было присвоено высокое звание Героя Социалистического Труда с вручением ордена Ленина и Золотой медали «Серп и Молот».
- Почётный гражданин Вышневолоцкого района (2003).
- Награждён почётным знаком «Трудовая доблесть России» (2009)[2].